# Zygoballus melloleitaoi
Espèce
Synonymes
- Gastromicans sexpunctata Mello-Leitão, 1945
- Zygoballus sexpunctatus (Mello-Leitão, 1945) nec (Hentz, 1845)

Zygoballus melloleitaoi est une espèce d'araignées aranéomorphes de la famille des Salticidae.

## Distribution
Cette espèce est endémique d'Argentine.

## Systématique et taxinomie
Cette espèce est pour la première fois décrite par Cândido Firmino de Mello-Leitão en 1945 sous le nom de Gastromicans sexpunctata. L'arachnologiste argentine María Elena Galiano déplace l'espèce vers le genre Zygoballus en 1980, mais l'existence de Zygoballus sexpunctatus (Hentz, 1845) fait de Zygoballus sexpunctatus (Mello-Leitão, 1945) un « nom préoccupé ». Pour ne pas contrevenir au principe d'homonymie du Code international de nomenclature zoologique, Galiano crée alors une nouvelle épithète spécifique, renommant l'espèce de Mello-Leitão en Zygoballus melloleitaoi.

## Publication originale
- Galiano, 1980 : Catalogo de los especimenes tipicos de Salticidae (Araneae) descriptos por Candido F. de Mello-Leitão. Primera parte. Physis, Revista de la Sociedad Argentina de Ciencias Naturales, sér. C, vol. 39, p. 31-40.
- Mello-Leitão, 1945 : Arañas de Misiones, Corrientes y Entre Ríos. Revista del Museo de La Plata (N.S., Zool.), vol. 4, p. 213-302.